# First Circle
First Circle – czwarty studyjny (piąty w dyskografii) album grupy Pat Metheny Group, nagrany w dniach 15–19 lutego 1984 r. i w tym samym roku wydany przez wytwórnię ECM. Album zdobył w 1985 r. nagrodę Grammy w kategorii Best Jazz Fusion Performance.

## Lista utworów
1. „Forward March” (Metheny) – 2:49
2. „Yolanda, You Learn” (Mays i Metheny) – 4:49
3. „The First Circle” (Metheny i Mays) – 9:16
4. „If I Could” (Metheny; pamięci Wesa Montgomery'ego) – 7:01
5. „Tell It All” (Metheny i Mays) – 7:59
6. „End of the Game” (Metheny i Mays) – 8:02
7. „Más Allá (Beyond)” (Metheny; słowa: Aznar) – 5:40
8. „Praise” (Metheny i Mays) – 4:18

## Skład zespołu
- Pat Metheny – gitary, syntezatory
- Lyle Mays – fortepian, organy, instrumenty klawiszowe, trąbka, syntezatory, dzwony, oberheim
- Steve Rodby – gitara basowa
- Paul Wertico – perkusja
- Pedro Aznar – wokal, gitary, instrumenty perkusyjne

## Miejsca na listachBillboardu
| Rok  | Lista                 | Miejsce |
| ---- | --------------------- | ------- |
| 1984 | The Billboard Top 100 | 102     |
| 1984 | Top Jazz Albums       | 2       |